# Fritzi Burger
Friederike Burger, detta Fritzi (Vienna, 6 giugno 1910 – Vienna, 16 febbraio 1999), è stata una pattinatrice artistica su ghiaccio austriaca.

## Palmarès
| Internazionali            | Internazionali | Internazionali | Internazionali | Internazionali | Internazionali | Internazionali | Internazionali | Internazionali |
| Evento                    | 1927           | 1928           | 1929           | 1930           | 1931           | 1932           | 1933           | 1934           |
| ------------------------- | -------------- | -------------- | -------------- | -------------- | -------------- | -------------- | -------------- | -------------- |
| Giochi olimpici invernali |                | 2°             |                |                |                | 2°             |                |                |
| Campionati mondiali       |                | 3°             | 2°             |                | 3°             | 2°             |                |                |
| Campionati europei        |                |                |                | 1°             | 2°             | 2°             | 3°             |                |
| Nazionali                 |                |                |                |                |                |                |                |                |
| Campionati austriaci      | 3°             | 1°             | 1°             | 1°             | 1°             | 2°             |                | 3°             |